# Porfirió
|  | Per a altres significats, vegeu «Pomponi Porfirió». |

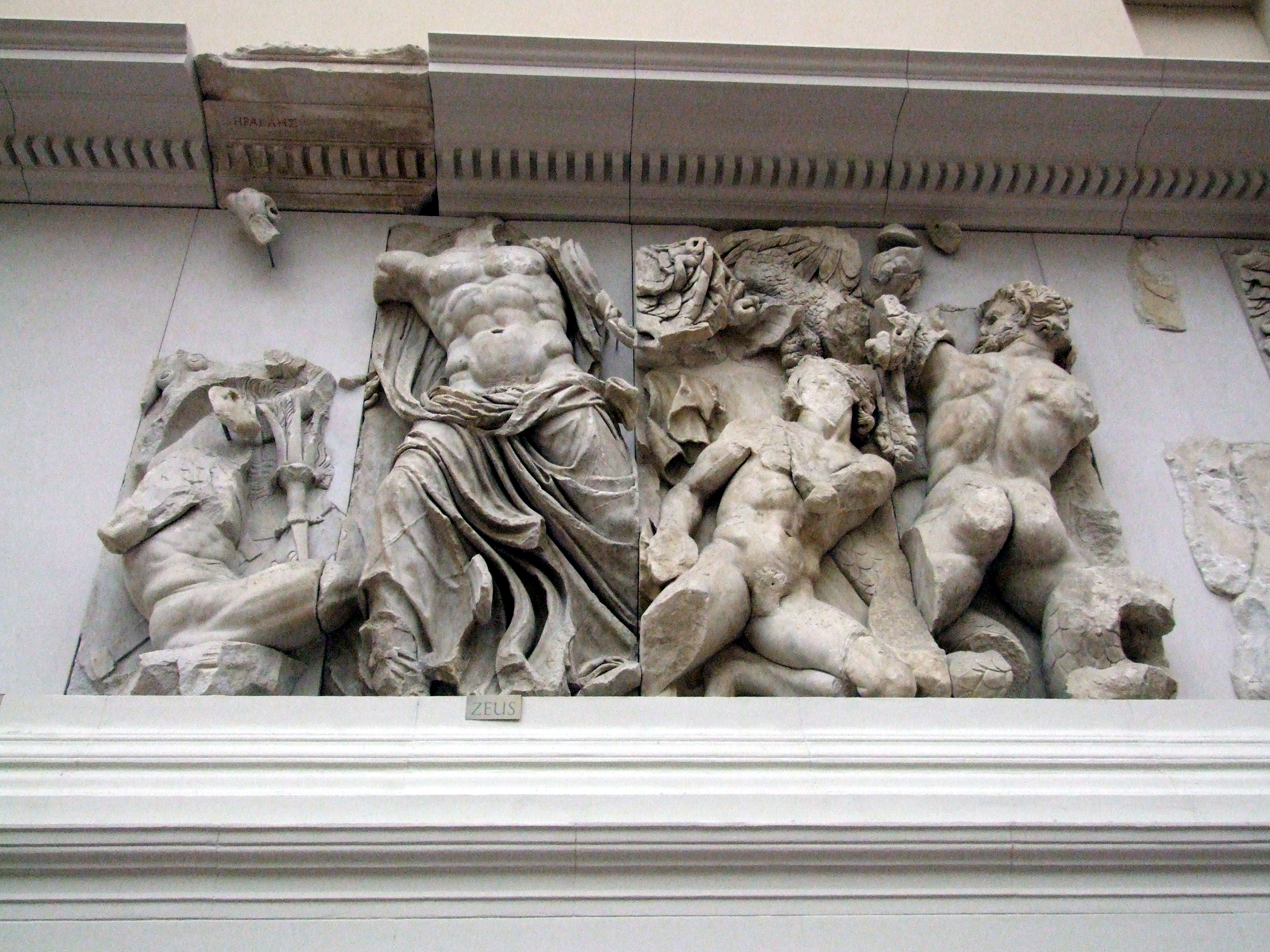
Zeus contra Porfirió -dreta- (Museu de Pèrgam -Berlín, Alemanya-, circa).

Porfirió (en grec antic: Πορφυρίων)  va ser un gegant, fill d'Urà i de Gea.
És un dels gegants que es va revoltar contra els déus a la Gigantomàquia. Apol·lo el va abatre amb les seves fletxes, igual que va fer amb Tifó. Segons una altra versió, Zeus li va fer venir un gran desig per Hera, i quan Porfirió li va esquinçar el vestit, Zeus el va fulminar amb un llamp i Hèracles el va matar amb les fletxes.